# العصر الذهبي للأدب البوليسي

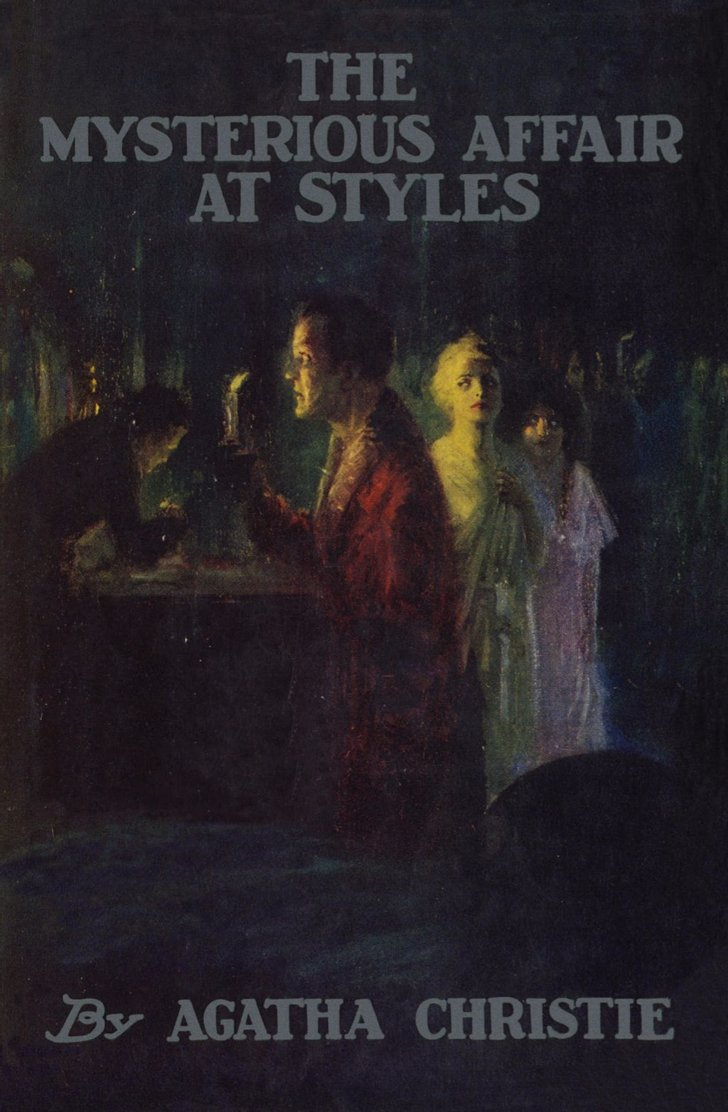
غلاف رواية قضية ستايلز الغامضة ، أول كتاب يظهر فيه هيركيول بوارو ، من تأليف أجاثا كريستي

كان العصر الذهبي للأدب البوليسي عصر روايات الجريمة الغامضة الكلاسيكية ذات الأنماط والأساليب المتشابهة، وخاصة في عشرينيات وثلاثينيات القرن العشرين. في الممارسة العملية، عادةً ما يُنظر إلى العصر الذهبي الحقيقي على أنه يشير إلى نوع من الخيال الذي كان سائدًا في تلك الفترة، تستمر كتابته منذ عام 1911 على الأقل وما زال يكتب حتى الآن.
وقد أُطلق على المؤلفات أجاثا كريستي ودوروثي إل. سايرز ومارجري ألينجهام ونجيو مارش لقب ملكات الجريمة .  

## وصف النوع
كانت هناك بعض الاتفاقيات والعبارات المبتذلة التي حدت من أي مفاجآت من جانب القارئ بتفاصيل الحبكة، وفي المقام الأول، هوية القاتل. كانت غالبية روايات تلك الحقبة من نوع "الروايات البوليسية"، وتفوَّق العديد من المؤلفين، بعد تضليل قُرَّائهم بنجاح، في الكشف عن المشتبه به الأقل احتمالاً بشكل مقنع باعتباره الشرير. كان هناك أيضًا ميل إلى مجموعات معينة من الشخصيات وبعض الإعدادات في منزل ريفي إنجليزي منعزل وسكانه من الطبقة العليا (على الرغم من أنهم كانوا عمومًا من النبلاء؛ وليسوا من الأرستقراطيين الذين يعتبرون منزلهم الريفي منزلًا ثانيًا). تم تدوين قواعد اللعبة - وكانت ألغاز العصر الذهبي تعتبر ألعابًا - في عام 1929 بواسطة رونالد نوكس.
وفقًا لنوكس، يجب أن يكون الهدف الرئيسي لقصة بوليسية هو كشف لغز؛ لغز يتم عرض عناصره بوضوح للقارئ في مرحلة مبكرة من الإجراءات، والذي تكون طبيعته من النوع الذي يثير الفضول، وهو الفضول الذي يتم إشباعه في النهاية. "الوصايا العشر لنوكس"، والمعروفة أيضًا باسم "وصايا نوكس"، هي كما يلي:
1. يجب ذكر المجرم في الجزء الأول من القصة، ولكن لا ينبغي أن يكون أي شخص تم السماح للقارئ بمعرفة أفكاره.
2. يتم استبعاد جميع الوكالات الخارقة للطبيعة أو ما وراء الطبيعة كمسألة بالطبع.
3. لا يجوز وجود أكثر من غرفة أو ممر سري واحد.
4. لا يجوز استخدام السموم غير المكتشفة حتى الآن، ولا أي جهاز يحتاج إلى شرح علمي طويل في النهاية.
5. لا يجب أن يكون هناك صيني في القصة. [Note 1]
6. لا ينبغي للصدفة أبدًا أن تساعد المحقق، ولا ينبغي له أبدًا أن يكون لديه حدس غير قابل للتفسير والذي يثبت أنه صحيح.
7. لا ينبغي للمحقق أن يرتكب الجريمة بنفسه.
8. يتوجب على المحقق أن يعلن عن أي أدلة قد يكتشفها.
9. لا ينبغي لمساعد المحقق، أو ما يسمى في الأدب الإنجليزي بالـ"واتسون"، أن يخفي عن القارئ أي أفكار تخطر بباله: يجب أن يكون ذكاؤه أقل بقليل، ولكن بدرجة قليلة جدًا، من ذكاء القارئ العادي.
10. لا يجب أن يظهر الإخوة التوأم، والثنائيون بشكل عام، إلا إذا كنا مستعدين لهم بشكل مناسب.

تم إعداد قائمة مماثلة ولكنها أكثر تفصيلاً للمتطلبات الأساسية بواسطةالصحفي إس. إسز فان داين في مقال بعنوان "عشرون قاعدة لكتابة القصص البوليسية"، والذي ظهر في المجلة الأمريكية في سبتمبر 1928.  ويشار إليها عادة باسم وصايا فان داين.

## انخفاض شعبية الأدب البوليسي
غالبًا تعتبر فترة نشوب الحرب العالمية الثانية على أنها بداية النهاية لقصص الجريمة المباشرة والخفيفة في العصر الذهبي. وكما كتب الصحفي البريطاني إيان أوزبي: فإن العصر الذهبي "كان يحتضر منذ فترة طويلة. والواقع أنه قد يزعم المرء أنه لم يمت بعد، لأن سلوكياته أثبتت إصرارها على الاستمرار في كتاب كان من المتوقع أن يتخلوا عنها تماماً لأنها أصبحت قديمة، أو أسوأ من ذلك. ومع ذلك، فقد شكلت الحرب العالمية الثانية نهاية مهمة، تماماً كما شكلت الحرب العالمية الأولى بداية مهمة".  ويضيف: "حتى بحلول ثلاثينيات القرن العشرين، كانت افتراضات هذا العصر موضع تحدٍ... فبينما كان من الشائع في السابق النظر إلى العصر الذهبي باعتباره علامة عالية على الإنجاز، أصبح التنديد به موضة شائعة أيضًا. فقد اتبع العصر الذهبي، كما جاء في لائحة الاتهام، قواعد تقلل من أهمية موضوعه. وفضل العصر الذهبي الأماكن التي تعبر عن رؤية ضيقة، إن لم تكن نخبوية عمدًا، للمجتمع. وبالنسبة للأبطال، فقد خلق العصر الذهبي محققين ثنائيي الأبعاد في أفضل الأحوال، ومملين في أسوأ الأحوال".  
تم شن هجمات على هذا النوع من قبل الكاتب والناقد المؤثر جوليان سيمونز ، الذي رفض الخيال البوليسي في رواية Bloody Murder ،  ويقول الكاتب الأمريكي إدموند ويلسون ("من يهتم بمن قتل روجر أكرويد؟")،  وريموند تشاندلر (" فن القتل البسيط ").  كتب لين ديتون رواية الإثارة الجاسوسية The IPCRESS File لتكون "ممزقة وغير مرتبة، كما هي الحياة"، وهي عكس "روايات المباحث في الثلاثينيات".  من حيث عدد المبيعات - وخاصة تلك الخاصة بأجاثا كريستي - فإن روايات الجريمة الحديثة لم تقترب أبدًا من شعبية كتابات العصر الذهبي. يكتب ديفيد ليمان: "من حين لآخر يكرر شخص ما انتقاد إدموند ويلسون الشهير لروايات المباحث، "من يهتم بمن قتل روجر أكرويد؟". اعتبر ويلسون هذا النوع من الأدب أقل من الأدب، إما إدمانًا أو رذيلة غير ضارة على قدم المساواة مع ألغاز الكلمات المتقاطعة. لكن الحقيقة هي أنه مقابل كل إدموند ويلسون الذي يقاوم هذا النوع من الأدب، هناك العشرات من المثقفين الذين تبنوه بكل إخلاص. إن الجاذبية الفكرية الدائمة لروايات المباحث ... هي واحدة من عجائب الأدب في القرن العشرين". 

## تأثير دائم
غالبًا ما يُشار إلى الكتابة الحالية المتأثرة بأسلوب العصر الذهبي باسم "كتابة الغموض المريحة "، على عكس أسلوب " الروايات القاسية " الشائع في الولايات المتحدة. ومن بين الكتاب المعاصرين الذين يعملون بهذا الأسلوب سارة كودويل ، وروث دادلي إدواردز ، وبيتر لوفسي ، وسايمون بريت . تتضمن المسلسلات التلفزيونية التي تحاكي هذا الأسلوب مسلسل Murder, She Wrote و Midsomer Murders . لا يزال إنتاج الأفلام والمسلسلات التلفزيونية المبنية على روايات العصر الذهبي الكلاسيكية مستمرا. في عام 1930، اجتمعت مجموعة من مؤلفي العصر الذهبي البريطاني لتشكيل ما يعرف بـ "نادي التحقيق" . بالإضافة إلى الاجتماع لتناول العشاء ومساعدة بعضهم البعض في الجوانب الفنية لعملهم، وافق الأعضاء على الالتزام بوصايا نوكس. كان أنتوني بيركلي فعالاً في إنشاء النادي، وكان جي كي تشيسترتون أول رئيس له. في عام 2015، أصبح مارتن إدواردز الرئيس التاسع للنادي. 
منذ أواخر الثمانينيات وحتى أوائل التسعينيات، ظهر عدد غير قليل من كتاب الروايات البوليسية المتأثرين بأسلوب العصر الذهبي لأول مرة في اليابان واحدًا تلو الآخر. يشار إليهم باسم "التقليديون الجدد" (新本格ミステリ作家 شِن هونكاكو ميسوتري ساكَّا، تترجم حرفيا. كتاب الغموض الأرثوذكس الجدد) أو "المدرسة الأرثوذكسية الجديدة" (新本格派 شِن هونكاكو ها) .   يشمل ممثلو "التقليديين الجدد" كتابًا مثل يوكيتو أياتسوجي ، وغوشو أوياما ، ورينتارو نوريزوكي ، وتاكو أشيبي .